# يان هنتر (كاتب سيناريو)
يان هنتر (بالإنجليزية: Ian McLellan Hunter)‏ (و. 1915 – 1991 م) هو كاتب سيناريو من المملكة المتحدة، والولايات المتحدة، ولد في لندن، توفي في نيويورك، عن عمر يناهز 76 عاماً، بسبب نوبة قلبية.

## وصلات خارجية
- يان هنتر على موقع IMDb (الإنجليزية)
- يان هنتر على موقع ألو سيني (الفرنسية)
- يان هنتر على موقع أول موفي (الإنجليزية)
- يان هنتر على موقع قاعدة بيانات برودواي على الإنترنت (الإنجليزية)
- يان هنتر على موقع قاعدة بيانات الأفلام السويدية (السويدية)
- يان هنتر على موقع قاعدة بيانات الفيلم (الإنجليزية)
- يان هنتر على موقع كينوبويسك (الروسية)